# Branche Sud de la rivière Kedgwick
Pour les articles homonymes, voir Kedgwick.
La Branche Sud de la rivière Kedgwick coule dans la paroisse de Saint-Quentin, dans le comté de Restigouche, au Nouveau-Brunswick, au Canada.
La Branche Sud de la rivière Kedgwick constitue un affluent de la rive ouest de la rivière Kedgwick, laquelle coule vers le sud-est jusqu'à la rive ouest de la rivière Ristigouche; cette dernière coule vers le nord jusqu'à la frontière du Québec, puis vers l'est jusqu'à la rive ouest de la baie des Chaleurs. Cette dernière s'ouvre vers l'est sur le golfe du Saint-Laurent.

## Géographie
La Branche Sud de la rivière Kedgwick prend sa source à l’embouchure d'un petit lac (longueur: 0,2 km; altitude: 451 m), situé dans la partie nord-ouest du Nouveau-Brunswick.
La source de la Branche Sud de la rivière Kedgwick est située à:
- 1,2 km au sud de la frontière entre le Québec et le Nouveau-Brunswick;
- 2,5 km au nord-est du lac Miller lequel constitue le plan d'eau de tête de la rivière Rimouski;
- 27,9 km à l'ouest de la confluence de la Branche Sud de la rivière Kedgwick;
- 61,9 km au nord du centre-ville de Edmundston.

À partir de sa source, la rivière Kedgwick coule sur 37,5 km:
- 4,4 km vers l'est dans la paroisse de Saint-Quentin, au Nouveau-Brunswick, jusqu’à un ruisseau (venant du nord-ouest);
- 6,9 km vers le sud-est, jusqu'à l’embouchure du Twenty Seven Mile Brook (venant du sud-ouest);
- 8,0 km vers l'est, jusqu'au Meadow Brook (venant du nord);
- 2,5 km vers le sud-est, jusqu’au Indian Brook (venant du sud-ouest);
- 1,2 km vers le sud-est, jusqu’au Eighteen Mile Gulch (venant du nord);
- 3,4 km vers l'est, jusqu'au ruisseau Portage (venant du sud-ouest);
- 1,9 km vers le nord-est, dans une vallée encavée entre les montagnes, en formant une grande courbe vers le sud, jusqu'au Old Shanty Brook (venant du nord-ouest);
- 3,6 km vers le nord, jusqu'au Bains Reef Gulch (venant du nord-ouest);
- 5,6 km vers le nord-est, jusqu'à la confluence de la « Branche Sud de la rivière Kedgwick »[2].

La Branche Sud de la rivière Kedgwick se déverse sur la rive ouest de la rivière Kedgwick, en zone forestière dans le lieu-dit Fourche Kedgwick ({{En:Kedgwick Forks}}).
La confluence de la Branche Sud de la rivière Kedgwick est située à:
- 42,5 km au nord-ouest de la confluence de la rivière Kedgwick;
- 70,0 km au nord-est du centre-ville de Edmundston;
- 9,7 km au sud de la frontière entre le Québec et le Nouveau-Brunswick.